# Mecano (edición especial para Venezuela, 1984)
Mecano es el título de uno de los álbumes recopilatorios del grupo español de música tecno-pop Mecano, publicado en una edición especial para Venezuela en el año 1984, únicamente en formato de disco de vinilo bajo el siguiente depósito legal: nb-87-3512.

## Antecedentes de la publicación
Ya con anterioridad a 1984, los álbumes de la discografía oficial del grupo se habían venido publicando en este país con leves modificaciones a nivel de diseño gráfico en las portadas; pero sin lograr ese efecto de Boom! comercial que CBS andaba buscando con la estrategia de internacionalizar al grupo en países de Suramérica... La gente—sobre todo un sector específico de los jóvenes—si bien sí conocían al grupo; esa fama masificada aún no había llegado del todo.
CBS decide entonces publicar un álbum compilado de edición especial para Venezuela el cual reúne quizá un repertorio un tanto atípico, ya que por lo general, los discos compilados o recopilatorios recogen dentro de su repertorio musical una selección de canciones que han sido importantes, bien sea por el hecho de que fueron sencillos para lo de la promoción de radio o porque sencillamente fueron canciones que se hicieron famosas a pesar de no haber sido singles.
El repertorio de este álbum en edición especial no es pues de las más representativas dentro del grupo de hits que ha impuesto Mecano en las carteleras radiales. Hay que tomar en cuenta que para el momento en que se publica éste compilado, en Venezuela es más fácil pegar canciones-pop del tipo baladas que canciones en ritmo de up-tempo. Quizá, atendiendo en esta tendencia en el sentido el gusto generalizado del público venezolano, fue que se decidió la lista de canciones que conforman dicho recopilatorio.
El álbum contiene siete canciones perteneciente al primer álbum de estudio titulado "Mecano" de 1982, el famoso álbum blanco de la portada del reloj, vale decir también, que las que se eligieron son de las canciones menos famosas de dicho álbum, excepto "No me enseñen la lección" el cual fue el quinto y último single de ese primer álbum en estudio y, agrega además de esto, dos canciones en versión alternativa que fueron publicadas originalmente en 1984, son las versiones maxis tanto de "No pintamos nada" y, "La extraña posición". Artículo discográfico que es considerado una rareza de entre las cosas que se han publicado de Mecano, no solo por la selección de temas tan poco representativos sino también por el diseño gráfico que acompaña al álbum.

## Portada y contraportada
Para todo aquel público que en un principio no eran seguidores a ultranza del grupo, pese a conocerlos de haberlos oído una que otra vez en la radio, este álbum (por el título que lleva) para muchos fue confundido como su primer álbum. 
Para el diseño tanto de la portada como de la contraportada no se tomaron fotos nuevas, sino que se recurrió a las fotos internas del álbum "Mecano" de 1982, es decir, a esa foto de gran apertura en donde se observa a José María del lado izquierdo de la foto con su chaqueta en el hombro, a Ana Torroja en el medio llevando un vestido rosa de volantes creado por ella misma y a Nacho Cano del lado derecho de la fotografía llevando un traje azul plomizo. Detrás de cada Mecano hay una columna de mármol.
La foto original es de gran amplitud, pero para este álbum recopilatorio se ha colocado en la portada del mismo a Ana Torroja y a Nacho en la carátula del compilado... Justo en medio de ellos dos y hacía la parte superior de la foto, el primer logotipo diseñado para el grupo: La palabra "MECANO" toda escrita en mayúsculas y detrás de ésta una guirnalda de laurel.
En la contraportada, del lado izquierdo del cartón se aprecia a José María con su chaqueta en el hombro y recostado de la columna de mármol que le corresponde, quedando una parte de la foto en vacío mostrando como fondo un cielo nublado, es en esta parte de la foto en donde se ha dispuesto el track-list del álbum con alineación de margen hacia la derecha.
Hay que mencionar que la foto original fue tomada en las columnas del Círculo de Bellas Artes de Madrid; el cielo nublado que se ve al fondo es completamente real, no se trata de un montaje fotográfico. La foto fue tomada por Alejandro Cabrera, el fotógrafo habitual de Los Mecano tanto en la etapa de CBS Columbia como en la de algunos álbumes de BMG Ariola.

### Lista de canciones
| Lado 1 |                                               |                 |          |  |
| N.º    | Título                                        | Compositor      | Duración |  |
| 1.     | «No me enseñen la lección»                    | Nacho Cano      | 4:01     |  |
| 2.     | «254.1326»                                    | José María Cano | 4:35     |  |
| 3.     | «La extraña posición» (disco mix)             | Nacho Cano      | 4:25     |  |
| 4.     | «No pintamos nada» (nueva versión industrial) | Nacho Cano      | 6:10     |  |

| Lado 2 |                        |                 |          |  |
| N.º    | Título                 | Compositor      | Duración |  |
| 1.     | «La máquina de vapor»  | Nacho Cano      | 3:07     |  |
| 2.     | «El fin del mundo»     | Nacho Cano      | 5:16     |  |
| 3.     | «Cenando en París»     | José María Cano | 4:43     |  |
| 4.     | «Me voy de casa»       | Nacho Cano      | 5:05     |  |
| 5.     | «Solo soy una persona» | José María Cano | 3:58     |  |